# Sasha Velour

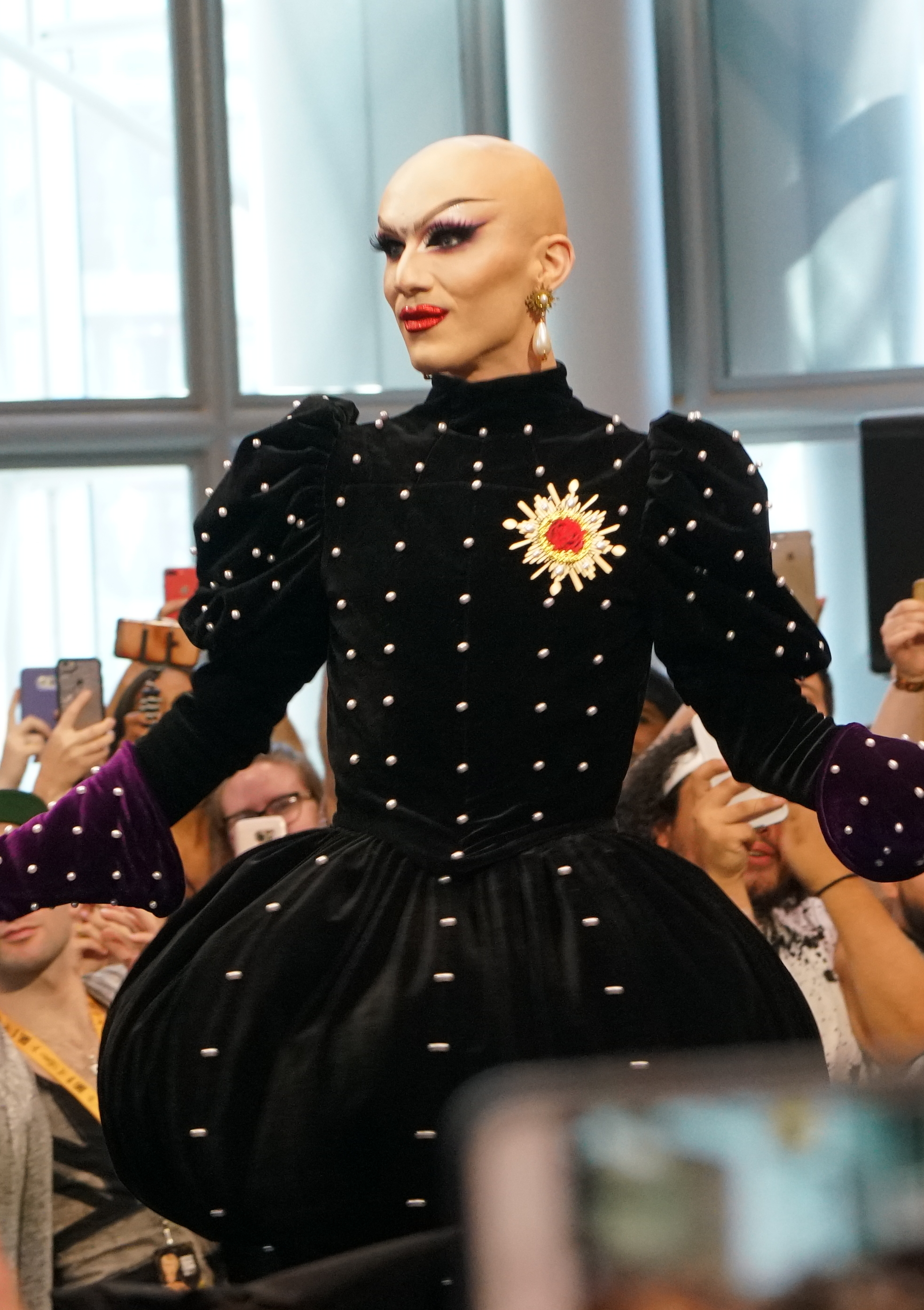
Sasha Velour auf der Dragcon in New York City (2017)

Sasha Velour (* 25. Juni 1987 in Berkeley als Alexander „Sasha“ Hedges Steinberg) ist eine nichtbinäre US-amerikanische Comiczeichnerin und Dragqueen, die bei ihren Drag-Auftritten oft auf Elemente des Theaters zurückgreift. Sie wurde vor allem als Gewinnerin der neunten Staffel von RuPaul’s Drag Race bekannt. 2019 wählte die Zeitschrift New York Velour auf den zwölften Platz der zwanzig einflussreichsten Dragqueens in den Vereinigten Staaten.

## Leben
Sasha Steinberg wurde 1987 in Berkeley im US-Bundesstaat Kalifornien geboren, lebte bis zum neunten Lebensjahr allerdings in New Haven. Danach zog die Familie nach Urbana im Staat Illinois, wo der Vater Mark D. Steinberg als Geschichtsdozent an der University of Illinois at Urbana-Champaign arbeitete. Steinbergs Mutter Jane Hedges war Lektorin der Yale University Press sowie Chefredakteurin der Kulturzeitschrift Slavic Review, die sich auf den eurasischen, mittel- und osteuropäischen Raum fokussiert.
Väterlicherseits hat Steinberg russisch-jüdische Wurzeln und praktiziert auch den jüdischen Glauben. Laut Steinberg sei die persönliche religiöse Identität nicht von bestimmten Orten oder Sprachen, sondern verschiedenen kulturellen Ritualen und Familientraditionen geprägt, da die jüdischen Vorfahren in verschiedenen Ländern lebten. Drag-Kunst sei ähnlich aufgebaut, weil sie auf verschiedenen Kunststilen und nicht einer bestimmten Art von Geschlechtsausdruck basiere.
Nach dem Abschluss an der örtlichen University Laboratory High School 2004 ging Steinberg für einige Zeit nach Russland und Deutschland. In Berlin absolvierte Steinberg ein Praktikum an der Staatsoper Unter den Linden, wieder in den Vereinigten Staaten schloss Steinberg einige Jahre darauf das Fach Literatur am Vassar College ab. Anschließend reiste Steinberg als Mitglied des Fulbright-Programms nach Moskau und betrieb dort Recherchen über LGBT-Aktivismus. Weil jedes Projekt im Vorfeld von der russischen Regierung genehmigt werden musste, gab Steinberg zur Erlangung der Erlaubnis an, über politische Streetart zu forschen. 2013 erhielt Steinberg am Center for Cartoon Studies in Vermont einen Master im Fach Comiczeichnen und übte danach verschiedene Berufe aus. So unterrichtete Steinberg an einer örtlichen Schule Englisch, wies Teilnehmer in einem Töpfereikurs an und zeichnete für einen Kinder-Comicverlag.
Während des Studiums in Vermont lernte Steinberg den späteren Lebensgefährten John Jacob Lee bei einer Aufführung von Annie kennen, in der dieser mitspielte. Die beiden arbeiten öfters zusammen, wobei Lee den Künstlernamen Johnny Velour trägt. Steinberg identifiziert sich als genderfluid, eine nichtbinäre Geschlechtsidentität. Im Bezug auf sich selbst verwendet Steinberg nach eigener Aussage die geschlechtsneutralen Pronomen they/them und benutzt weibliche Pronomina nur im Beruf.
Steinbergs Künstlername leitet sich vom realen Vornamen sowie dem Textilgewebe Velours ab. Als künstlerische Vorbilder nennt Steinberg unter anderem Jean-Michel Basquiat, Keith Haring und Andy Warhol. Bei Drag-Auftritten trägt Steinberg sehr selten Perücken, wie es in der Branche eigentlich üblich ist, sondern tritt mit kahlrasiertem Kopf auf. Dies sei eine Hommage an die 2015 verstorbene Mutter, die aufgrund einer Chemotherapie die Haare verlor. Ein weiteres von Steinbergs Markenzeichen ist eine aufgemalte Monobraue. Steinberg versuche nach eigenen Angaben während der Arbeit als Dragqueen stets, Mainstream-Vorstellungen von Schönheit umzudrehen, wofür sich eine Monobraue gut eigne, da sie von vielen Personen als hässliches Gesichtsmerkmal betrachtet werde. Steinberg kam die Idee zur Monobraue dabei nicht nur durch eine Vorliebe für die Figur Nosferatu, sondern auch Frida Kahlo, deren markante Augenbrauen nach Steinbergs Ansicht zur Selbstehrung dienten.

## Karriere

### Comiczeichnerin
Sasha und Johnny Velour zogen 2013 nach Brooklyn. Ihren Lebensunterhalt verdiente Sasha dort anfangs durch den Verkauf einzelner Zeichnungen und kurzer Comichefte. Velours Arbeiten wurden zudem in mehreren Zeitschriften veröffentlicht, darunter ein Comic über den Stonewall-Aufstand. Auch standen Zeichnungen der Künstlerin im Mittelpunkt mehrerer Ausstellungen, unter anderem Nightrooms, die im November 2015 in der Black Box Gallery in Brooklyn stattfand. Im März 2017 gestaltete Velour neben anderen Dragqueens im Auftrag des Künstlerkollektivs New Art Dealers Alliance (kurz NADA) für dessen Modelinie Contemporary Drag ein T-Shirt und trat bei einer dessen Kunstveranstaltungen auf. 2019 erschien ein weiterer Comic von ihr, der den Titel Three Dollar Riot trug. Er ist eine veränderte Ausgabe ihres ersten Comics über Stonewall, der ursprünglich ihre Abschlussarbeit am Center for Cartoon Studies werden sollte. Das Werk zählt die Ereignisse der Nacht aus der Sicht mehrerer realer und fiktiver Personen, unter anderem Stormé DeLarverie, Marsha P. Johnson und Sylvia Rivera, nach. In der zweiten Version sind historische Quellen, weiterführende Literaturempfehlungen sowie ein von Velour gezeichnetes Vorwort enthalten.

### Dragqueen

#### Anfänge

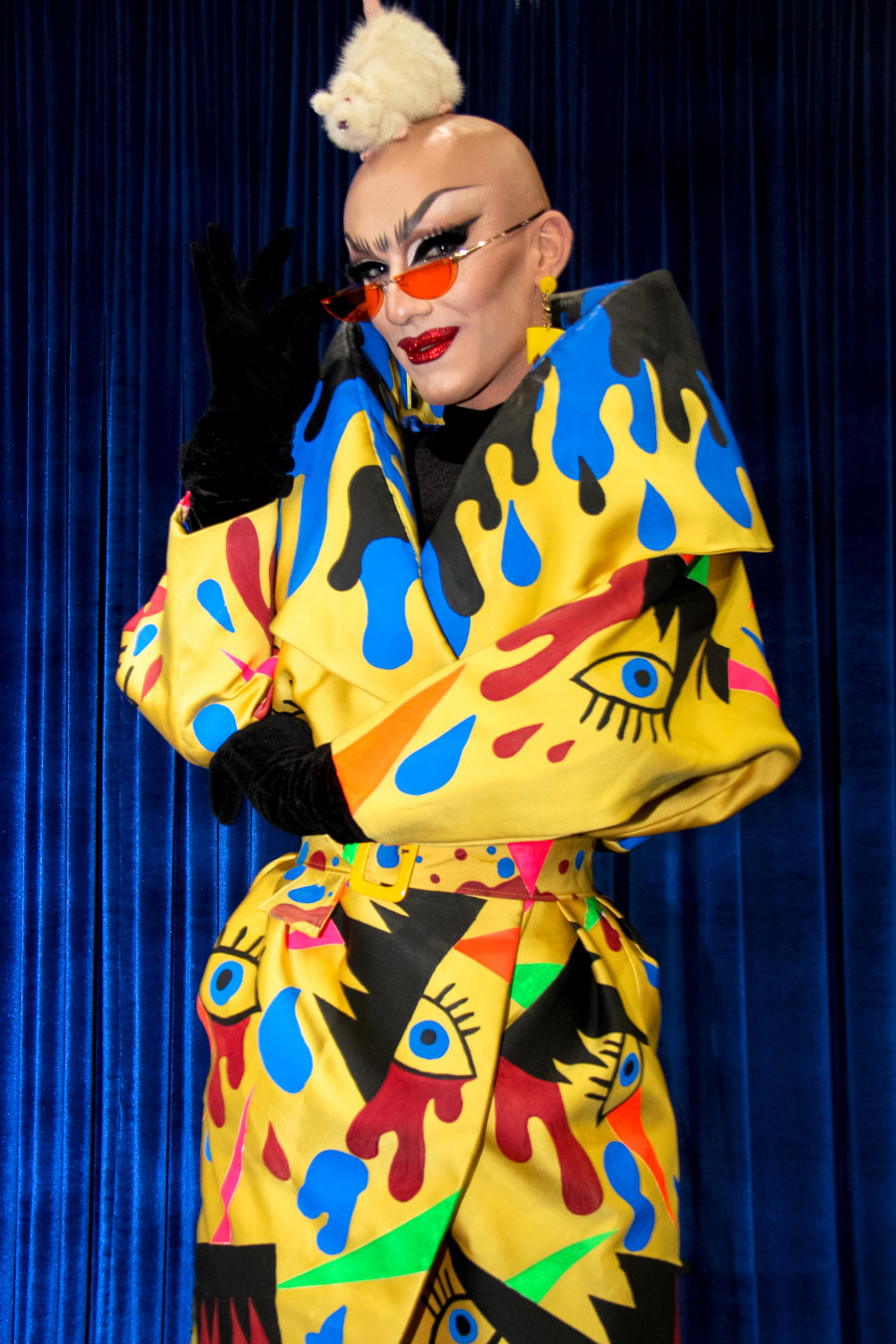
Velour auf der Dragcon 2018

Während ihres Studiums am Center for Cartoon Studies absolvierte Velour erste Drag-Auftritte. Anfang 2013 organisierte sie mit ihrem Partner Johnny Velour im Main Street Museum in White River Junction das Musical Whatever She Wants, A Drag Musicale. Das Ensemble der Aufführung bestand dabei vollständig aus in der Gemeinde wohnenden Amateur-Schauspielern. 2015 veröffentlichte Velour zusammen mit Johnny erstmals die Drag-Zeitschrift Vym, für deren Kunstrubrik sie als Ressortleiterin fungiert. Von Vym, später umbenannt in Velour, The Drag Magazine, erschienen bislang drei Ausgaben, 2018 kam ein 300 Seiten umfassendes Buch unter anderem bestehend aus in der Publikation veröffentlichten Collagen, Fotografien, Fotoromanen und Illustrationen heraus. Seit August 2015 veranstaltet Velour Nightgowns, eine monatliche Drag-Show in Brooklyn, die sich aus der Veröffentlichungsfeier der ersten Ausgabe des Magazins entwickelte. Die Show fand zunächst im Club Bizarre, seit 2017 im National Sawdust statt. Die einzelnen Mitglieder des Ensembles können dabei frei entscheiden, welche Art von Kunst sie darbieten möchten. So sind bei Vorstellungen beispielsweise Schauspieleinlagen neben Gesangsauftritten verschiedener Genres, Tanzvorführungen und Lipsyncs zu sehen. Im Gegensatz zu üblichen Drag-Shows wird das Publikum bei Nightgowns dazu aufgefordert, den Darbietungen still zuzusehen und nur am Ende zu applaudieren.

#### RuPaul’s Drag Race
Am 2. Februar 2017 wurde Velour neben 13 weiteren Kandidatinnen als Teilnehmerin der neunten Staffel von RuPaul’s Drag Race angekündigt. Sie gewann zwei der zwölf Challenges genannten Hauptaufgaben, dies waren die Produktion einer fiktiven Frühstücksfernsehen-Sendung sowie einer fiktiven Pilotfolge. Bei diesen Challenges arbeitete sie mit ihrer Kollegin Shea Couleé zusammen, mit der sie sich die Siege teilte. Velour wirkte noch während der Staffel zusammen mit ihren Mitstreiterinnen Aja, Alexis Michelle und Peppermint am House-Lied C.L.A.T. sowie dem zugehörigen Musikvideo mit.
Velour erreichte schließlich das Finale am 23. Juni, bei dem die vier letzten Kandidatinnen erstmals in Lipsync-Duellen um den Sieg antreten mussten. Das Duell zwischen Velour und Couleé fand zum Lied So Emotional statt, wobei Velour während des zweiten Refrains ihre Perücke abnahm, in der sich rote Rosenblüten befanden, mit denen sie sich selbst überschüttete. Nachdem Velour weiterkam, war sie auch im letzten Lipsync gegen Peppermint siegreich und gewann schließlich die gesamte Staffel. Velours Rosenblüten-Darbietung wurde von mehreren Rezensenten, unter anderem der vorherigen Gewinnerin Bob the Drag Queen, als einer der besten Final-Auftritte in der Geschichte der Sendung bezeichnet und später von Kate McKinnon in ihrer Rolle als Elizabeth Warren in Saturday Night Live imitiert.

#### Karriere nach Drag Race
Nach ihrem Sieg bei Drag Race gründeten Sasha und Johnny Velour The House of Velour, eine Film- und Theaterproduktionsfirma. Neben weiteren Vorstellungen von Nightgowns in New York tourte Sasha mit der Show durch Los Angeles und London. Für ihre beruflichen Leistungen wurde sie 2017 und 2019 in die OUT100 der 100 einflussreichsten LGBT-Personen der USA gewählt, in letzterem Jahr war sie auch in der Variety-Liste Power of New York List der wichtigsten queeren Medienschaffenden der Stadt vertreten. Im Juni 2019 wurde sie von New York auf dem zwölften Platz der 100 wichtigsten Dragqueens der USA geführt.
2018 moderierte Velour für das Modelabel Opening Ceremony eine Veranstaltung auf der New York Fashion Week, bei der 40 queere Models über den Laufsteg gingen. Neben ihren Kolleginnen Couleé und Farrah Moan stand bei dieser auch Christina Aguilera auf der Bühne, die dort einen spontanen Auftritt absolvierte.
Velour wurde nach dem Sieg als Rednerin auf mehrere Veranstaltungen eingeladen, unter anderem The Long Conversation in der Smithsonian Institution in Washington, D.C. Bei dieser tauschten sich unter anderem Kunstschaffende und Journalisten wie Alfre Woodard und David Brooks gemeinsam über das Thema Zukunftsgestaltung aus. Zudem fungierte Velour als Gesprächspartnerin bei weiteren Diskussionsrunden, unter anderem beim Teen Vogue Summit 2018, bei dem sie vor Jugendlichen über die gesellschaftliche Bedeutung von Drag redete, sowie 2021 mit Peppermint auf LGBT-Veranstaltungen der Columbia University und der Oakland University.
Im August 2021 erstellte Velour während der häuslichen Quarantäne im Zuge der COVID-19-Pandemie mehrere Pappmaché-Masken. Diese stellten „Pioniere der Drag-Weltgeschichte“ dar, woraus Velour schließlich die Videoserie Faces of Drag machte, in der sie die einzelnen Porträtierten vorstellte. Zu ihnen gehörten der amerikanische Trazepkünstler Barbette, die französische Entertainerin Coccinelle, der chinesische Schauspieler Mei Lanfang und die Japanerin Okuni, die als Erfinderin des Kabuki gilt.
Im Juni 2023 war Velour auf dem Titelblatt der brasilianischen Online-Ausgabe von Elle zu sehen. Einen Monat darauf gab HBO bekannt, dass sie ab der vierten Staffel eine der Moderatorinnen von We’re Here sein wird. In der Dokumentar-Serie bereiten Dragqueens Bewohner von mehreren Kleinstädten auf die Teilnahme bei nächtlichen Drag-Wettbewerben vor. Die ehemaligen Drag Race-Kandidatinnen Bob the Drag Queen, Eureka O’Hara und Shangela Laquifa Wadley führten durch die ersten drei Staffeln. Neben Velour werden sie durch Jaida Essence Hall, Gewinnerin der zwölften Drag Race-Staffel, und Priyanka, die die erste Staffel des kanadischen Ablegers Canada’s Drag Race für sich entschied, ersetzt. Zudem war Velour im November desselben Jahres Gastjurorin beim deutschen Drag Race-Ableger Drag Race Germany.

### Schauspielerin

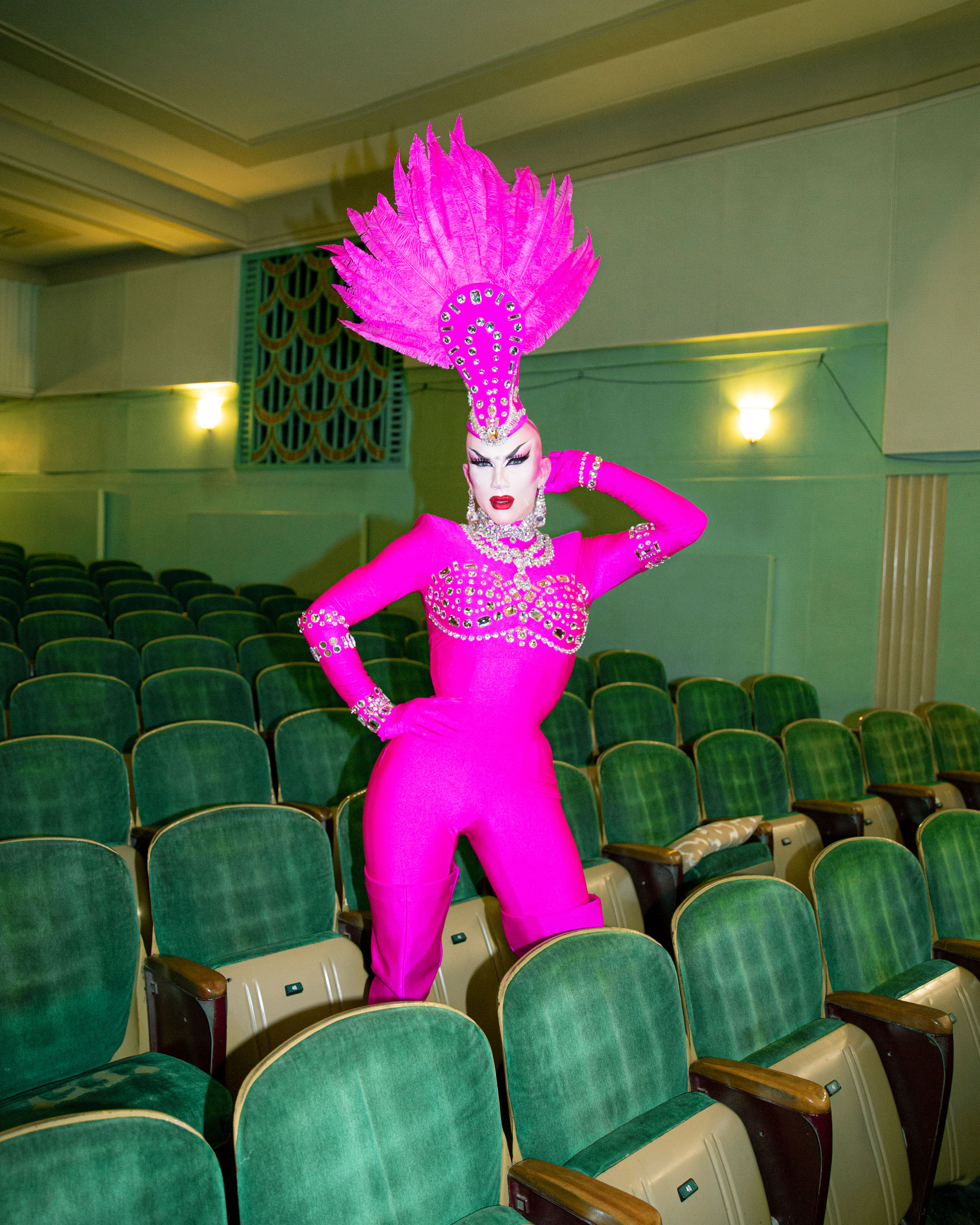
Velour vor einem Auftritt 2022 in Bath

2018 produzierte Velour einen Kurzfilm mit dem Titel Pirate Jenny. In diesem sang sie in der Rolle einer Varieté-Künstlerin eine eigene, englische Übersetzung des deutschen Lieds Die Seeräuber-Jenny aus Die Dreigroschenoper mit abgewandeltem Text. Ihre Mutter habe ihr das Lied als Kind vorgespielt, wobei Velour sofort Gefallen daran gefunden habe. Sie möge das Stück, da sie generell Geschichten schätze, in denen sich Figuren, die eigentlich keinerlei Macht haben, als Bösewichte, Piraten oder Spione entpuppen. Die Produktion feierte in der Ausstellung Bona Drag: An Incomplete History of Drag and Cross-Gender Performance in Film and Video Art (Part 1) an der Rhode Island School of Design ihre Uraufführung.
2019 stand Velour in kurzen Gastrollen der Serien The Bold Type – Der Weg nach oben und Broad City vor der Kamera. Anfang desselben Jahres tourte sie mit ihrer Dragshow Smoke & Mirrors zunächst durch Australien und Neuseeland. Bei dieser greift Velour auf Methoden des Theaters zurück, so ist jede Vorstellung in mehrere Akte unterteilt, in denen die Künstlerin verschiedene Lipsyncs darbietet. Dabei ist das Bühnenbild jedes Mal anders; so war eines wie ein typisches Musikvideo aus den 1980er Jahren inklusive digitalen Backgroundtänzern gestaltet. Bei einem anderen Lipsync war im Hintergrund auf einer Leinwand ein gezeichneter Apfel zu sehen, der langsam verfaulte, was am Ende des Lieds rückgängig gemacht wurde.
Nach der ersten Tour erfolgten von März bis August mehrere Aufführungen in New York, London, Los Angeles sowie an den Universitäten Purdue University und University of Illinois at Urbana-Champaign. Von Oktober bis November tourte Velour mit Smoke & Mirrors durch mehrere Städte in Kanada und den USA, im darauffolgenden Jahr sollte eigentlich eine europaweite Tournee stattfinden, die allerdings aufgrund der COVID-19-Pandemie abgebrochen und auf unbestimmte Zeit verschoben wurde, ehe sie Anfang 2022 wieder aufgenommen werden konnte.
Am 6. April 2020 feierte die Dokumentar-Serie Nightgowns auf Quibi ihre Premiere, in der es um das Produktionsgeschehen sowie die Mitglieder von Velours gleichnamiger Show geht. Sie fungierte dabei als Executive Producer und arbeitete mit der Musikvideo-Regisseurin Sophie Muller zusammen. Eigentlich wurde Nightgowns für eine zweite Staffel verlängert, allerdings folgten aufgrund der Einstellung des Streaming-Dienstes im Oktober desselben Jahres vorerst keine neuen Episoden.
Im März 2021 spielte Velour die Hauptrolle im Opern-Kurzfilm The Island We Made. Dieser entstand auf Initiative der Opera Philadelphia und handelt von Mutter-Tochter-Beziehungen. Die Geschichte wurde dabei durch ein im Off gesungenes Lied erzählt, das Velour per Lipsync darbot, sie schrieb zudem zusammen mit der Komponistin Angélica Negrón das Drehbuch.

## Verbindung zu Marlene Dietrich
Am 27. Dezember 2017 war ein Marlene-Dietrich-Porträt von Velour anlässlich des 116. Geburtstags der Schauspielerin als Google Doodle zu sehen. Die Künstlerin erklärte gegenüber Google, dass Dietrich sie sehr inspiriere, da sie sich über gesellschaftliche Normen hinweggesetzt habe und ihren eigenen Weg gegangen sei. Auch sei sie wegen ihrer starken und mysteriösen Aura auf der Leinwand auch ein künstlerisches Vorbild für die Dragqueen.
Velour imitiere Dietrich zudem bei Drag Race im Zuge der Improvisations-Challenge Snatch Game. Bei dieser müssen die Kandidatinnen von RuPaul vorgegebene Aussagen möglichst humorvoll vervollständigen, ohne dabei aus der Rolle der von ihnen dargestellten Prominenten zu fallen. Velour trug beim Spiel einen für Dietrich typischen Anzug inklusive Handschuhen und Zylinder. Bei der Beantwortung der Fragen sprach Velour mit deutschem Akzent und machte mehrmals Anspielungen auf Dietrichs sehr offenen Umgang mit ihrer Sexualität, unter anderem durch die Behauptung, dass „bisexuelle Teutonen“ die besten Liebhaber seien. Zudem scherzte „Dietrich“, dass sie wegen ihres Anzugs oft für lesbisch gehalten werde; des Weiteren beantwortete „Dietrich“ die Frage, was mit einer neuen Snapchat-Funktion außer Porträtfotos noch vertauscht werden könne, auf Deutsch mit Kartoffeln, Tomaten und Sauerkraut. Letztere Antwort begründete sie mit ihrer Zurückgezogenheit und ihres einige Jahrzehnte zurückliegenden Todes, aufgrund derer sie neumodische Dinge wie Snapchat gar nicht kenne.